# Will Sharpe

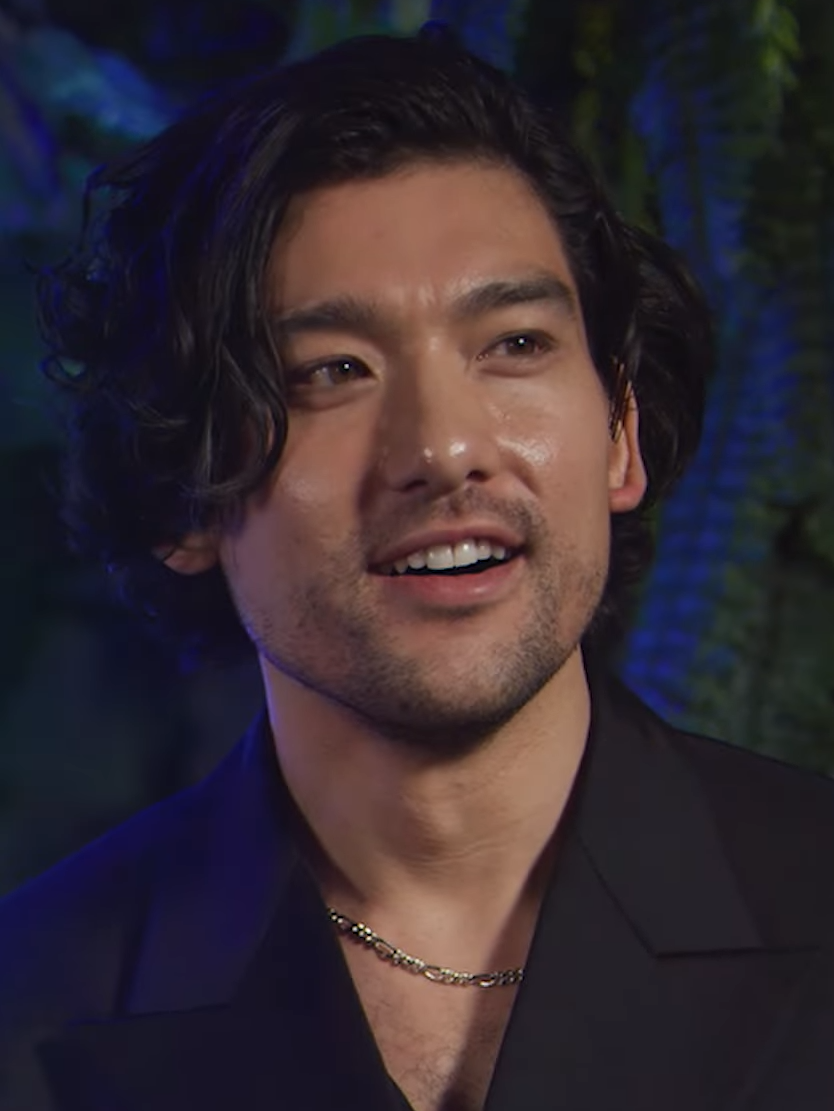
Will Sharpe (2024)

William Tomomori Fukuda Sharpe (* 22. September 1986 in London) ist ein japanisch-britischer Filmregisseur, Drehbuchautor und Schauspieler.

## Leben
Will Sharpe wurde 1986 im Londoner Stadtbezirk Camden geboren und wuchs bis zum Alter von acht Jahren in Tokio auf. Seine Mutter ist Japanerin. Nach seiner Rückkehr nach Großbritannien studierte er am Winchester College. An der University of Cambridge war er Präsident der Footlights Revue, einer Gruppe von Comedy-Autoren und Darstellern. Nach Abschluss seines Studiums im Jahr 2008 schloss er sich in der Saison 2008/09 der Royal Shakespeare Company an, wo er in Stücken wie Der Widerspenstigen Zähmung, Der Kaufmann von Venedig und The Tragedy of Thomas Hobbes spielte. Es folgten Auftritte in über 50 Folgen der Fernsehserie Casualty  ab 2009 und kleinere Gastauftritte in mehreren anderen Serien.
Sein Spielfilmdebüt als Regisseur gab Sharpe 2011 mit Black Pond, sein Debüt als Drehbuchautor mit dem 2016 veröffentlichten Film The Darkest Universe. Ab 2018 fungierte er auch als Produzent der Fernsehserien Landscapers und Flowers, in der er auch selbst spielte, wie auch in der Serie Defending the Guilty.
Im September 2021 stellt Sharpe seinen Film Die wundersame Welt des Louis Wain beim Toronto International Film Festival vor, mit Benedict Cumberbatch in der Titelrolle. Die Filmbiografie beschäftigt sich mit dem Leben des britischen Künstlers Louis Wain, der vor allem durch seine Katzenbilder berühmt wurde.
Sharpe ist mit der Schauspielerin Sophia Di Martino liiert, mit der er ein gemeinsames Kind hat. Sein Bruder ist der Komponist Arthur Sharpe, der die Filmmusik für The Darkest Universe und Black Pond beisteuerte.

## Filmografie
- 2009: Casualty (Fernsehserie, 52 Folgen als Schauspieler)
- 2011: Black Pond
- 2016: The Darkest Universe
- 2016: Flowers (Fernsehserie, 12 Folgen)
- 2017: Sherlock, Staffel 2, Episode 2: The Hounds of Baskerville
- 2019: Pflicht und Schande (Giri/Haji, Fernsehserie, 8 Folgen)
- 2021: Landscapers (Fernsehserie, 4 Folgen)
- 2021: Die wundersame Welt des Louis Wain (The Electrical Life of Louis Wain)
- 2022: The House (Stimme)
- 2022: The White Lotus (Fernsehserie, 7 Folgen als Schauspieler)
- 2024: A Real Pain
- 2024: Emmanuelle
- 2025: Too Much (Fernsehserie, 10 Folgen)

## Auszeichnungen
British Academy Film Award
- 2012: Nominierung für die Beste Nachwuchsleistung (Black Pond)
- 2017: Nominierung in der Kategorie Best Scripted Comedy (Flowers)
- 2020: Auszeichnung als Bester Nebendarsteller (Giri/Haji)

Emmy
- 2023: Nominierung als Bester Nebendarsteller –Dramaserie (The White Lotus)